# Lake Jindabyne
Der Lake Jindabyne ist einer der 15 im Snowy-Mountains-System zur Stromerzeugung aufgestauten künstlichen Seen. Der See wird im Wesentlichen vom Snowy River gespeist, der im Westen der Snowy Mountains in New South Wales in Australien fließt. Der See liegt etwa 61 km von Cooma entfernt. Erreichbar ist der See mit Fahrzeugen über die Kosciuszko Road, den Alpine und den Barry Way.

## Lage

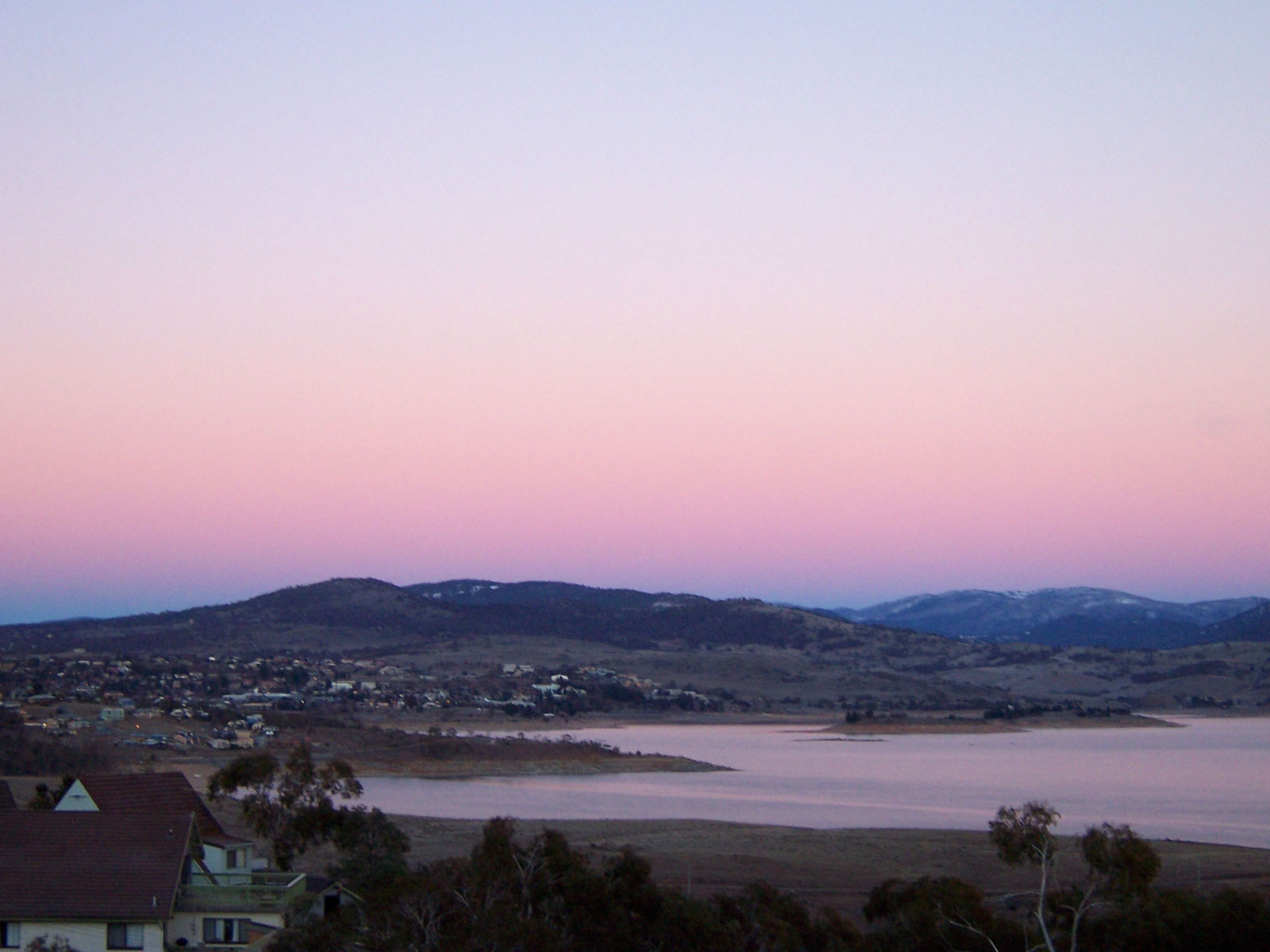
Die Ortschaft Jindabyne im Südosten des Sees

In den Lake Jindabyne fließt neben dem Wasser des Snowy River auch noch das einiger Nebenflüsse, wie dem Thredbo River und dem Eucumbene River. Am See befindet sich die Jindabyne-Pumpenstation, die Wasser zum Lake Eucumbene und von dort in den Murray River und Murrumbidgee River pumpt. Der Wasserzufluss in den Lake Jindabyne steigt im Frühling während der Schneeschmelze in den Monaten Oktober und November stark an.
Nachdem der Damm im Jahre 1967 fertiggestellt war, floss im Snowy River lediglich 1 % des früheren Volumens. In den 1990er Jahren bildete sich ein Bürgerkomitee, das diesen Missstand anprangerte. Daraufhin wurde eine parlamentarische Untersuchungskommission der Regierungen von New South Wales und Victoria eingesetzt, die vorschlug in den Snowy River mindestens 15 % des ursprünglichen Wasservolumens einzuleiten. Der parteilose Politiker Craig Ingram war im Parlament von Victoria für das östliche Gippsland gewählt worden. Dieser setzte sich für einen verbesserten Wasserfluss des Snowy Rivers ein. Als im Jahre 1999 die Australian Labor Party die Wahl gewann, erzielten er und weitere parteilose Politiker mit Steve Bracks, dem Führer der Australian Labor Party von Victoria, eine Übereinkunft, die eine Wassermenge von 28 % vorsieht. Diese Regelung wurde von den Regierungen von New South Wales und Victoria ab dem Jahre 2000 langfristig vereinbart.
Am Ufer des Lake Jindabyne ist ein Denkmal aus Bronze für den Polen Paul Strzelecki aufgestellt, der als erster europäischer Entdecker in dieses Gebiet kam.
Im See befand sich früher der Ort Jindabyne, der als der Damm des Lake Jindabyne für das Snowy-Mountains-System gebaut wurde, an eine andere Stelle verlagert werden musste. Heute suchen diesen neuen Ort häufig Ski-Touristen im Winter auf, da die Skigebieten im Kosciuszko National Park in einer Autofahrt von etwa 30 Minuten erreicht werden können. Der Lake Jindabyne ist in Australien bekannt dafür, dass es sich um einen der besten Angelplätze für Forellen handelt. Auf dem See wird auch Wassersport betrieben, wie Wasserski und Segeln.